# Daniel Sancery
Daniel Henri Sancery (Campinas, 27 de maio de 1994) é um jogador de rugby sevens e union brasileiro.

## Carreira
Filho de pai francês e mãe brasileira.
Daniel integrou o elenco da Seleção Brasileira de Rúgbi de sete que ficou em 12.° lugar na Rio 2016. Ele disputou a competição junto com seu irmão gêmeo Felipe.